# 岩沼車站
岩沼車站（日语：／ Iwanuma eki */?）是一由東日本旅客鐵道（JR東日本）與日本貨物鐵道（JR貨物）所共用的鐵路車站，位於日本宮城縣岩沼市館下1丁目4-1。岩沼車站是JR東日本東北本線與常磐線的交會車站，也是常磐線定義上的終點站，不過在運務上所有行駛於常磐線上的列車都會在通過本站後繼續借道東北本線往仙台方向直通運行。除此之外，岩沼是快速列車「仙台城市快速」（仙台シティラビット）的停車站。
除了客運業務外，JR貨物在岩沼客運車站南側設置有一個單面單線的貨櫃月台，在月台上設有相關的裝卸設施。在業務上，岩沼貨運站是由當地的第三部門貨運鐵路業者仙台臨海鐵道代為經營，有高速貨物列車停靠，每日有一列列車往返於岩沼與宮城野之間，再輾轉運往郡山貨物總站（郡山貨物ターミナル駅）。除了貨運專用的列車之外，岩沼車站在過去也是多條專用線的分岔點，分別連往日本製紙岩沼工廠、日清製粉的小麥粉儲藏設施，及其他化工廠。

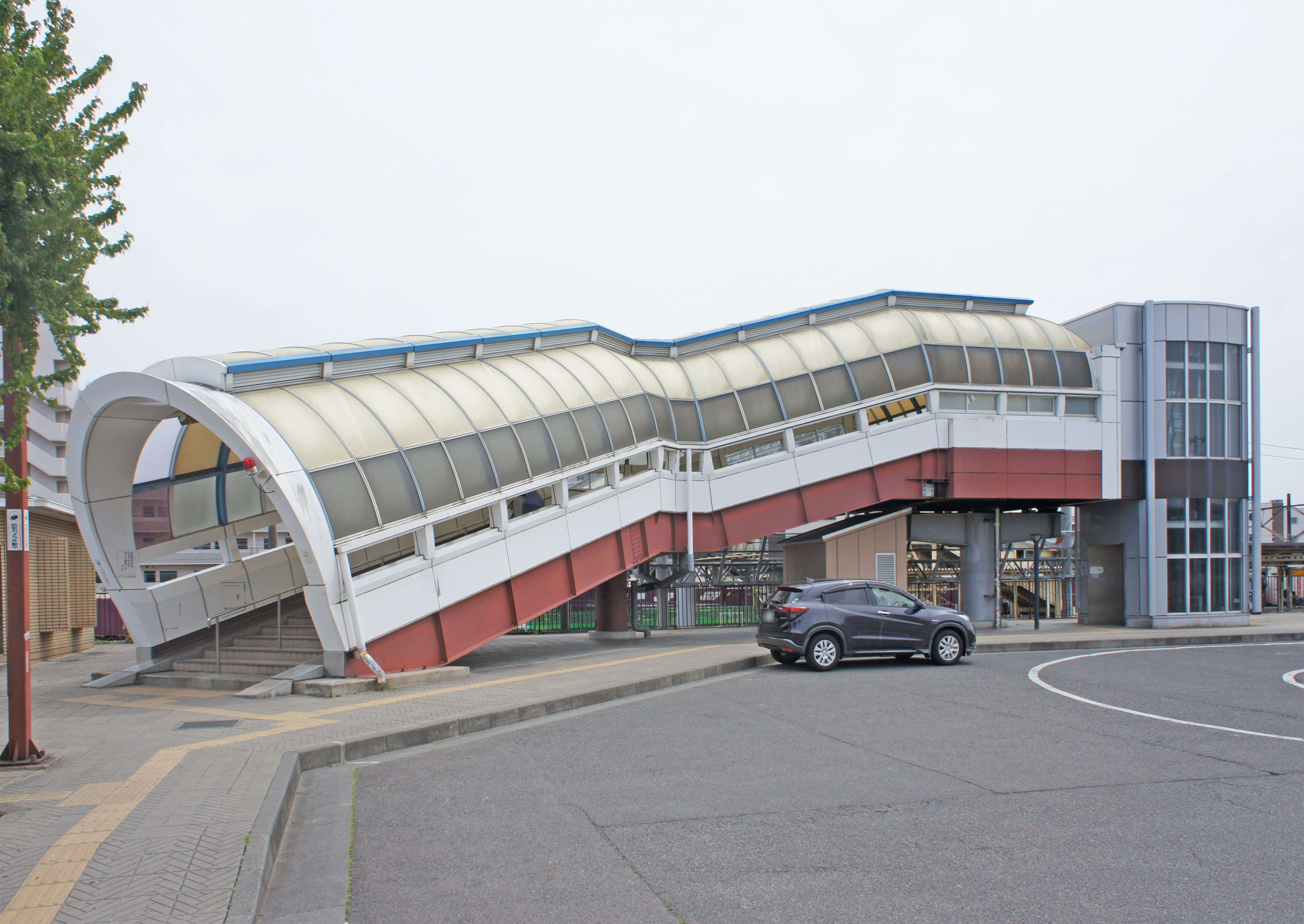
西口（2022年4月）

## 車站結構
側式月台1面1線、島式月台2面4線，合計3面5線的地面車站。

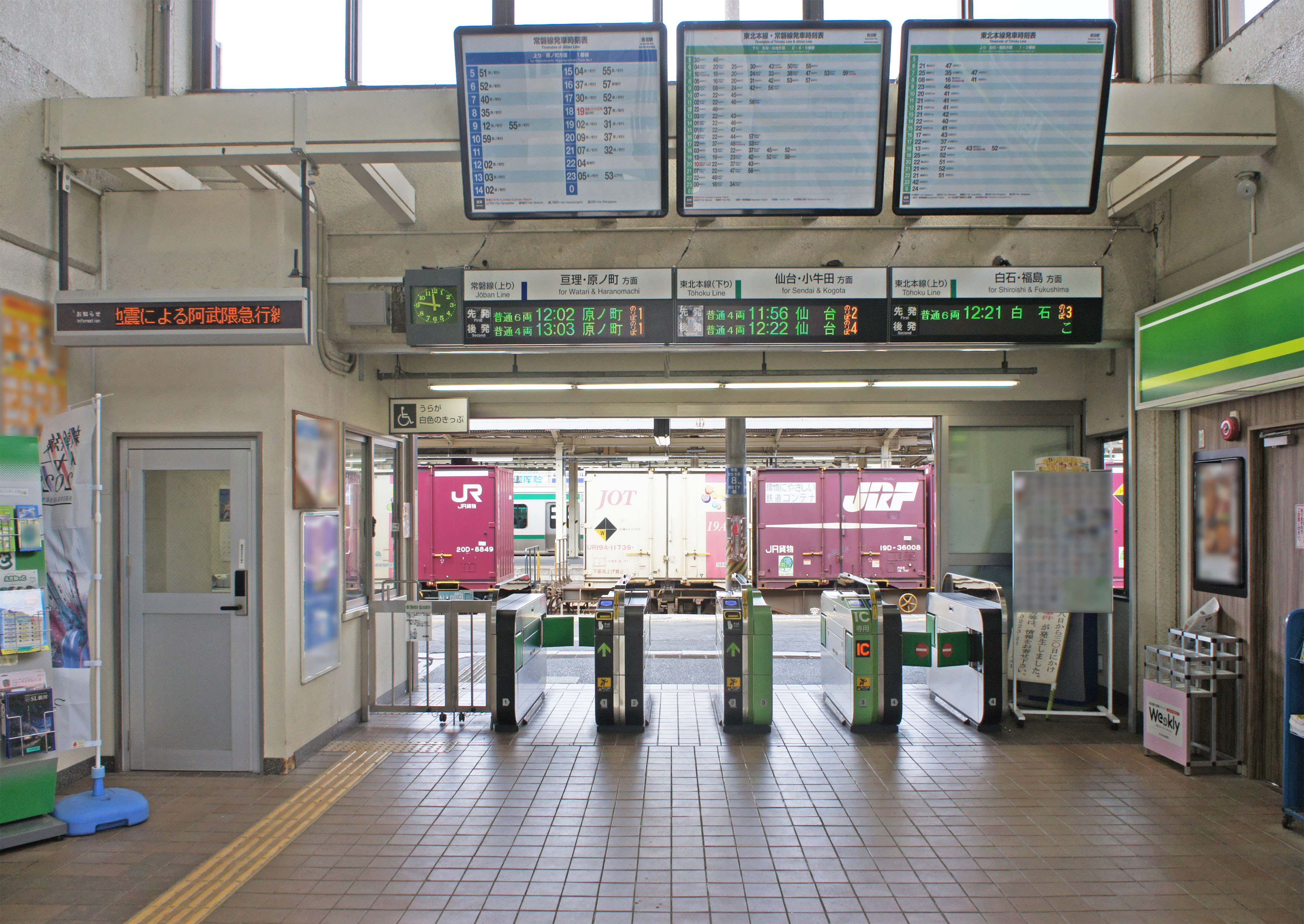
東檢票口（2022年4月）
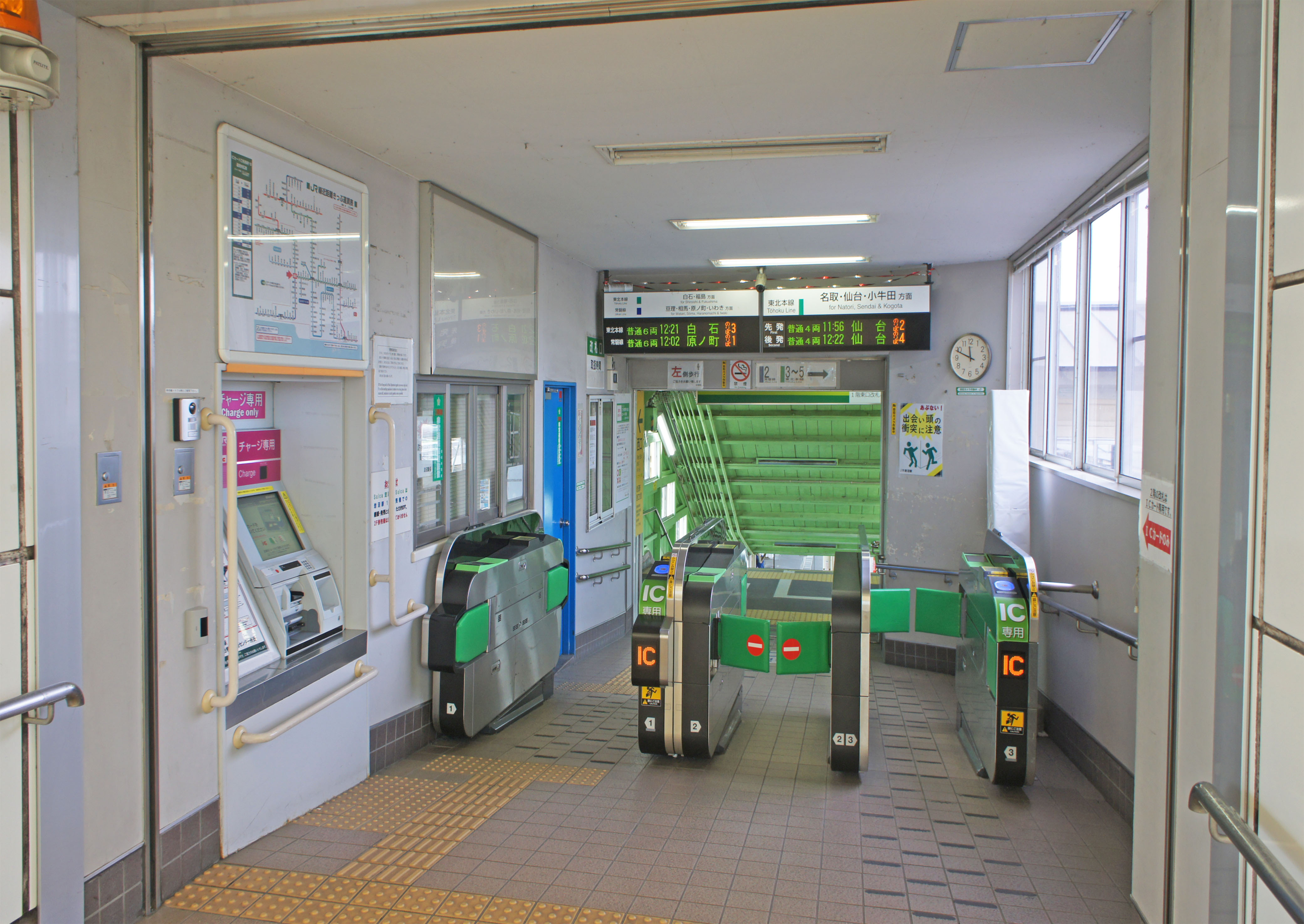
西檢票口（2022年4月）
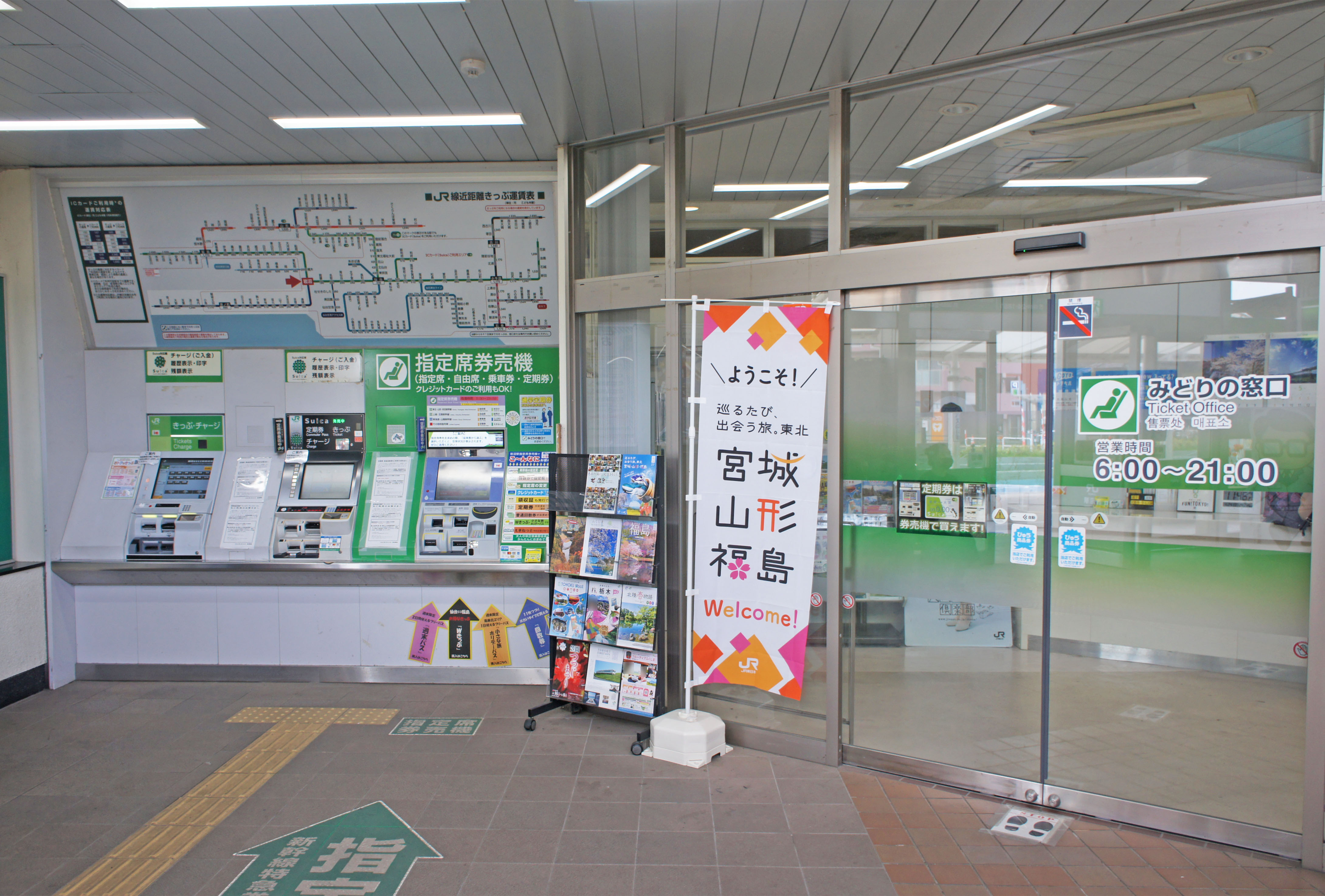
綠色窗口及自動售票機（2022年4月）
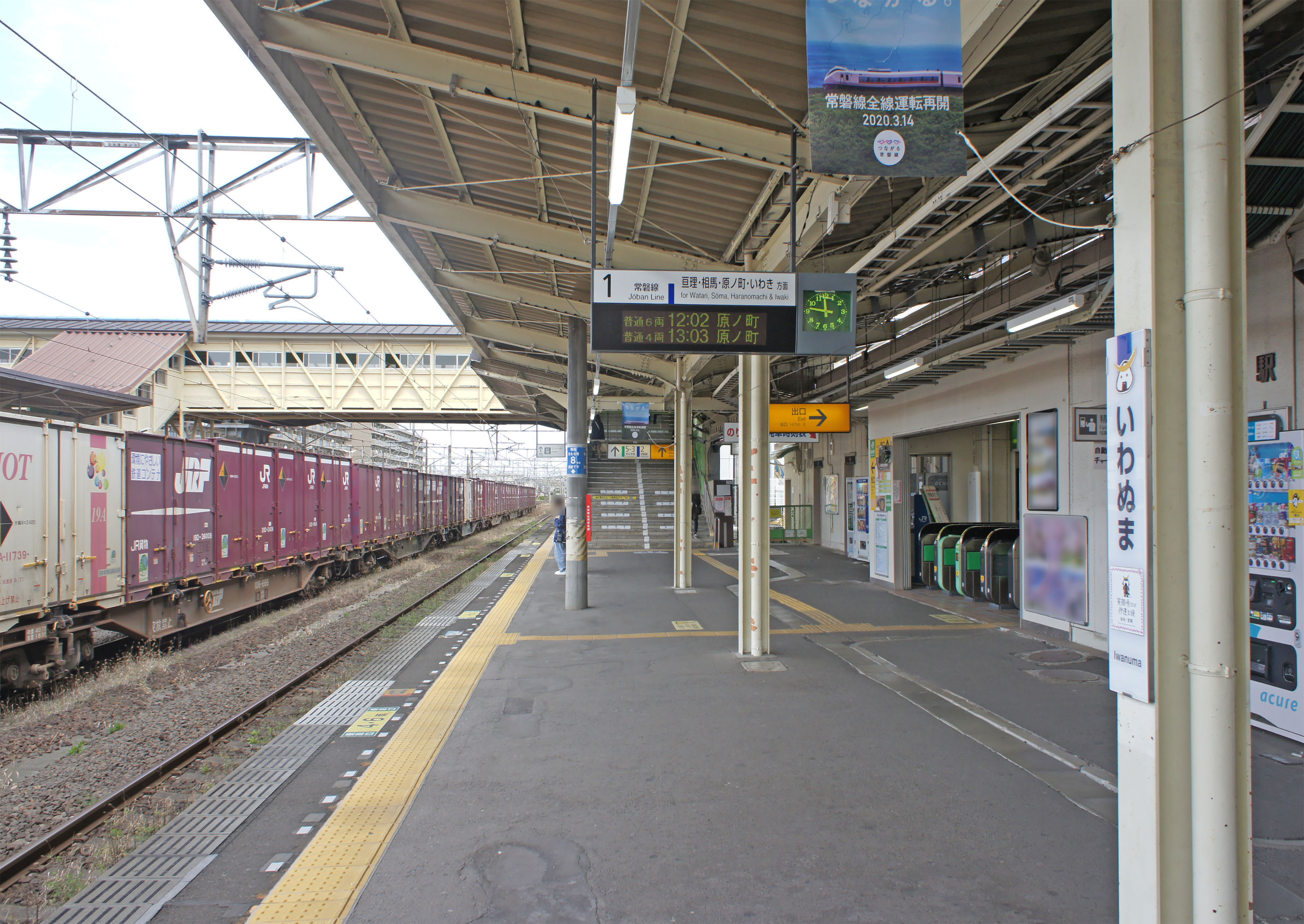
1號月台（2022年4月）
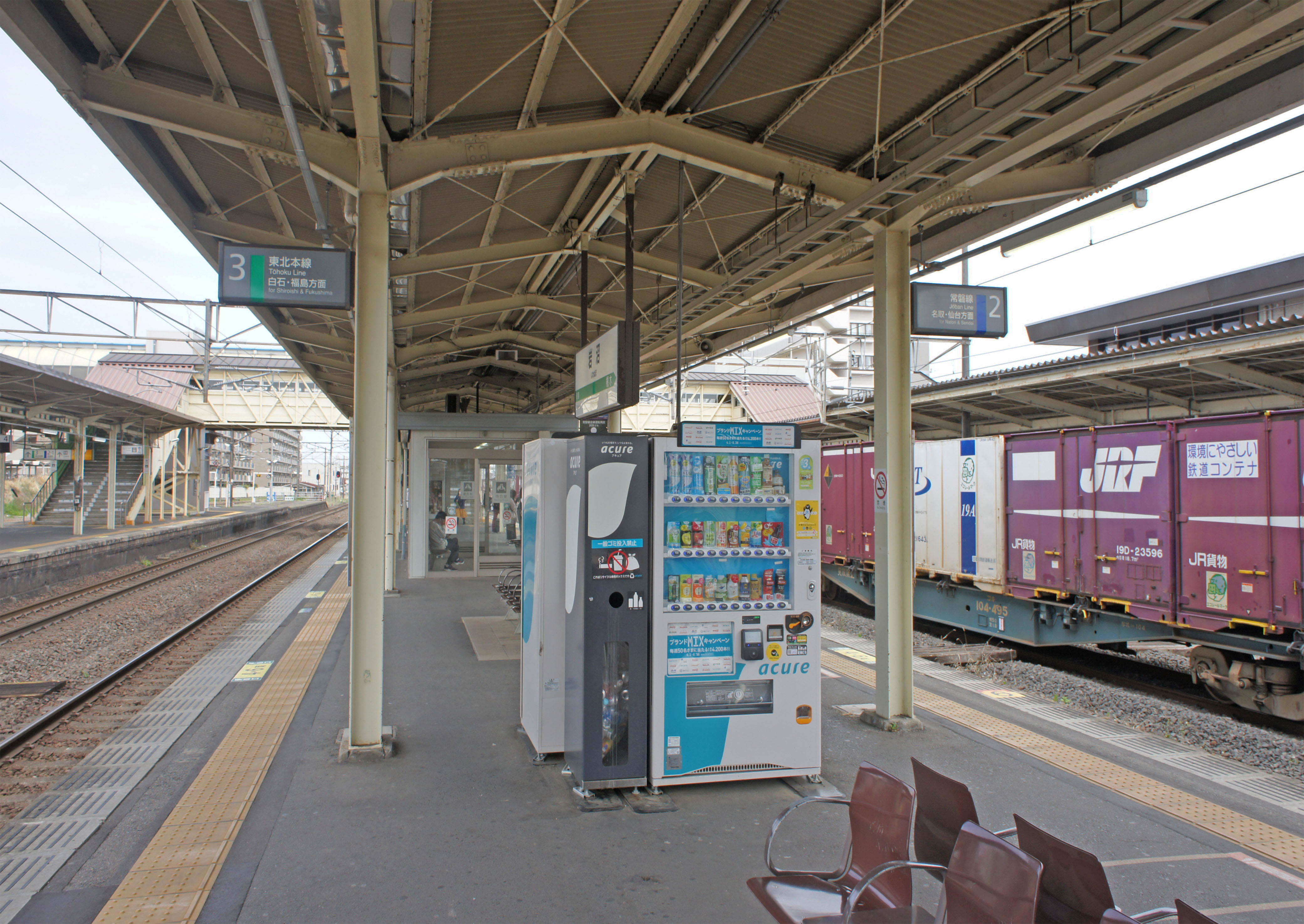
2・3號月台（2022年4月）
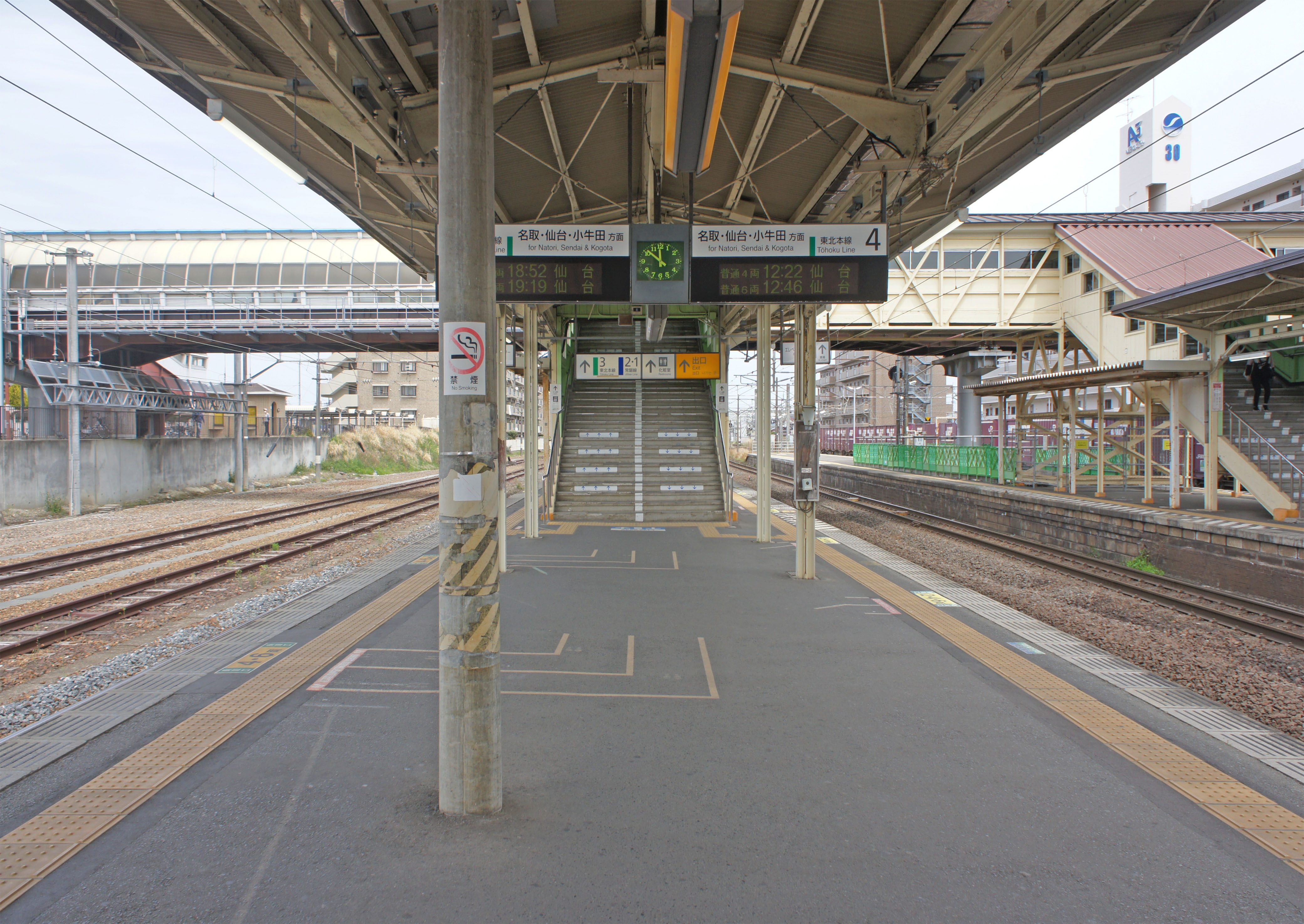
4・5號月台（2022年4月）

### 月台配置
| 月台 | 路線      | 方向 | 目的地         |
| ---- | --------- | ---- | -------------- |
| 1    | ■常磐線   | 上行 | 原之町方向     |
| 2    | ■東北本線 | 下行 | 仙台方向       |
| 3    | ■東北本線 | 上行 | 白石、福島方向 |
| 4、5 | ■東北本線 | 下行 | 仙台方向       |

## 相鄰車站
東日本旅客鐵道
■東北本線
□快速「仙台城市快速」
槻木－岩沼－名取
■普通
槻木－岩沼－館腰
■常磐線
逢隈－岩沼－館腰

## 外部連結
- （日語）岩沼車站（JR東日本） （页面存档备份，存于）